# Speedtest
Speedtest è un servizio Web sviluppato da Ookla, LLC, una società di servizi di diagnostica Internet, che fornisce gratuitamente analisi di prestazioni di rete.
Ookla è stata fondata nel 2006 e ha sede a Seattle, negli Stati Uniti. Utilizzando uno dei 4 759 server disponibili, il sito misura la velocità di download (da server a client) e di upload (da client a server), fornendo anche la latenza (ping). I test sono eseguiti tramite browser Web o dall'applicazione per dispositivi mobili. A marzo 2017 sono stati registrati oltre 9 miliardi e 500 milioni di test.

## Storia
Speedtest fu creato da Ookla, LLC nel 2006 per mano di un piccolo gruppo di esperti di Internet e tecnologie. Nel 2014 Ookla è stata acquistata dalla società statunitense Ziff Davis.

## Funzionamento
Inizialmente la connessione si basava sul protocollo di rete HTTP, ma per incrementare prestazioni e attendibilità Speedtest.net ha adottato socket TCP, in aggiunta a un protocollo proprietario per la comunicazione tra server e client. Per essere correttamente eseguito, Speedtest.net necessitava di Adobe Flash Player installato sul browser client; le versioni più recenti però non necessitano più di plugin aggiuntivi in quanto il sito utilizza il linguaggio HTML5.